# First Strike
First Strike är ett album av Def Leppard med demoinspelningar från 1978 och 1979. Albumet gavs ut 1984 av Def Leppards före detta managers Frank Stuart-Brown och Pete Martin. Albumet går idag inte att köpa i affärer då Def Leppard gick till domstol för att stoppa utgåvan.

## Låtlista
1. "Heat Street"  (ej officiellt utgiven)
2. "Answer To The Master"
3. "See The Lights" (ej officiellt utgiven)
4. "When The Walls Came Tumbling Down"
5. "Wasted"
6. "Sorrow Is A Woman"
7. "Glad I'm Alive" (ej officiellt utgiven)